# Kutnohorská sekta
Kutnohorská sekta je nepřesné, ovšem českými médii zaužívané označení pro nové náboženské hnutí. Soudní i mediální dění kolem této skupiny je někdy souhrnně rovněž označováno jako kutnohorská kauza.

## Pozadí a průběh
Dříve neznámé české náboženské hnutí se uvedlo ve známost roku 2022, kdy v noci na 4. října toho roku došlo k úmrtí léčitele Richarda Šiffera (1972–2022). Následně začaly narůstat případy zjištěných podivných úmrtí dalších členů společenství. Členové společenství trávili čas (i přes noc) často na hradě Houska, který již v předchozích dobách vyvolával pozornost českých záhadologů. Výjimkou nebylo ani bití členů. Ze smrti zakladatele Richarda Š. byly nakonec uznány vinnými dvě členky společenství, i když soud uznal, že byly Richardem Š. psychicky manipulovány a celý případ, za obrovského mediálního zájmu, vyvolává pochybnosti. 10. června 2025 byl vynesen zatím nepravomocný rozsudek.

## Odraz v kultuře
Na základě celého případu vznikl podcastový seriál Českého rozhlasu Stoupenci.